# Gastrodes
Gastrodes is een geslacht van wantsen uit de familie bodemwantsen (Lygaeidae). Het geslacht werd voor het eerst wetenschappelijk beschreven door Westwood in 1840.

## Soorten
Het genus bevat de volgende soorten:

- Gastrodes abietum Bergroth, 1914
- Gastrodes arizonensis Usinger, 1938
- Gastrodes chinensis Zheng, 1981
- Gastrodes conicola Usinger, 1933
- Gastrodes crassifemur Zheng, 1979
- Gastrodes grossipes (De Geer, 1773)
- Gastrodes intermedius Usinger, 1938
- Gastrodes pacificus (Provancher, 1886)
- Gastrodes parvulus Kerzhner, 1977
- Gastrodes piceus Zheng, 1979
- Gastrodes pilifer Zheng, 1979
- Gastrodes remotus Usinger, 1938
- Gastrodes walleyi Usinger, 1938